# 심불상응행법 (아비달마구사론)
이 문서는 부파불교의 설일체유부의 주요 논서인 《아비달마구사론》에서 설명하고 있는 심불상응행법(心不相應行法)에 대해 다룬다. 심불상응행법에 대한 전체적 · 일반적 내용은 '심불상응행법 문서'에서 다루고 있다.
설일체유부의 논사였다가 후에 대승불교로 전향하여 유식유가행파의 논사가 되었던 세친(世親, Vasubandhu: 316~396)은 설일체유부의 논사였을 때의 자신의 저서 《아비달마구사론》 제4권에서 심불상응행법(心不相應行法)이란 마음과 상응하지 않으며 또한 물질(색)도 아닌 법으로 5온 가운데 행온(行蘊)에 속한 법들의 그룹이라고 정의하고 있다.
그리고, 세친은 심불상응행법에 속한 법으로 득(得) · 비득(非得) · 동분(同分) · 무상과(無想果) · 무상정(無想定) · 멸진정(滅盡定) · 명(命) · 생(生) · 주(住) · 이(異) · 멸(滅) · 명신(名身) · 구신(句身) · 문신(文身)의 14가지를 들고 있다.

## 정의
《아비달마구사론》에서는 심불상응행법(心不相應行法)을 다음과 같이 정의하고 있다.
心不相應行何者是耶。頌曰。

 心不相應行 得非得同分

 無想二定命 相名身等類

論曰。如是諸法心不相應非色等性。行蘊所攝。是故名心不相應行。
— 《아비달마구사론》, 제4권. p. 22a. 한문본

심불상응행(心不相應行)이란 어떠한 것인가?
게송으로 말하겠다.

 심불상응행법이란,

 득(得)과 비득(非得)과 동분(同分)과

 무상과(無想果)와 두 가지 정(定)과 명(命)과

 네 가지 상(相)과 명신(名身) 등의 종류이다.

논하여 말하겠다. 이와 같은 온갖 법은 마음과도 상응하지 않으며, 색 등의 자성도 아닌 것으로 행온(行蘊)에 포섭된다. 그렇기 때문에 심불상응행이라고 이름한 것이다.
— 《아비달마구사론》, 제4권. 190쪽. 한글본

위의 인용문에서 보는 바와 같이 세친은 심불상응행법(心不相應行法)을 마음과 상응하지 않으며 또한 물질(색)도 아닌 법으로 5온 가운데 행온(行蘊)에 속한 법들의 그룹이라고 정의하고 있다. 그리고 여기에 속하는 법들로는 득(得) · 비득(非得) · 동분(同分) · 무상과(無想果) · 무상정(無想定) · 멸진정(滅盡定) · 명(命) · 생(生) · 주(住) · 이(異) · 멸(滅) · 명신(名身) · 구신(句身) · 문신(文身)의 14가지를 들고 있다.
심불상응행법에 속한 14가지의 법들은 유정과 비유정의 존재양태에 관한 관념 또는 물질(색)과 마음(심소)과 마음작용(심소)의 여러 상태[分位]에 관한 관념을 추상화시켜 얻은 개념이다. 설일체유부에서는 자신들의 대명제 또는 기본논거인 '식유필경(識有必境: 인식이 있다면 반드시 그 대상이 있다)' 또는 '유소연식(有所緣識: 대상이 있는 인식, 즉 대상이 있으므로 인식[이 있다], 즉 대상없이 인식은 생겨나지 않는다)'에 근거하여 이들 추상적인 개념들을 각기 개별적 실체[別法]로 인정하고 있다. 이에 대해 경량부에서는, 심불상응행법에 속한 법들은 다만 소의신의 상속상에 나타나는 제 상태를 개념적으로 언표 또는 가설한 것(prajñapti)에 불과한 것으로 이해하여 이 법들이 실법(實法)이 아닌 가법(假法)이라고 보고 있으며, 세친도 대체로 이러한 의견에 동조하고 있다. 이러한 이유로, 세친은 《구사론》에서 이들 14가지 법들에 대한 해설과 더불어 이들의 가실(假實)문제에 대한 설일체유부와 경량부 사이의 대론을 싣고 있다.

## 개별 법의 설명
《아비달마구사론》에서는 14가지 불상응행법을 들고 있는데, 이들에 대한 《아비달마구사론》의 설명은 다음과 같다.

### (1) 득(得)
득(得)은 획득[獲]과 성취(成就)를 말하며, 획득[獲]은 아직 획득하지 않았거나 이미 상실한 것을 지금 획득하는 것이며 성취(成就)는 이미 획득한 것을 상실하지 않는 것이다. 득은 자상속(自相續)과 택멸 · 비택멸의 2가지 멸에 대해서만 존재한다.

### (2) 비득(非得)
비득(非得)은 득(得)의 반대를 말한다. 즉, 불획(不獲)과 불성취(不成就)를 말한다.

### (3) 동분(同分)
동분(同分)은 중동분(衆同分)이라고도 하며, 유정으로서의 동등함[類等] 즉 동류상사성(同類相似性)을 말한다. 무차별 동분과 유차별 동분이 있는데, 전자는 유정의 '유정으로서의 동분' 즉 비유정(非有情: 초목, 흙, 돌 등)이 아닌 유정(有情: 동물, 인간, 데바 등의 의식과 감정을 지닌 생물)이라는 측면에서의 유사성 또는 보편성이고, 후자는 온갖 유정의 3계(三界) · 9지(九地) · 5취(五趣) · 4생(四生) · 4종(四種: 바라문 등의 4종성) · 남 · 여 · 근사(近事, 재가자) · 필추(苾芻, 출가자) · 학(學) · 무학(無學) 등의 각기 다른 한 종류의 유정으로서의 동등함 즉 동류상사성이다.

### (4) 무상과(無想果)
무상과(無想果)는 무상유정천(無想有情天: 색계 제4선의 제3천인 광과천)에 태어나면 그곳에 사는 동안에는 능히 미래의 심법 · 심소법을 차단하여 생기하지 않게 하는 법이 작용하는데 그 법을 무상과라고 한다.

### (5) 무상정(無想定)
무상정(無想定)은 능히 심 · 심소로 하여금 소멸되게 하는 선정으로, 다음 생에서 무상유정천(광과천)에 태어나게 하는 원인이 된다.
이생(異生: 즉 범부)이나 외도는 무상(無想, 즉 무상과)에 집착하여 그것을 참된 해탈이라 집착하고 출리상(出離想)을 일으켜 그것을 증득하기 위하여 무상정을 닦는다. 무상(無想, 즉 무상과)를 획득하는 것으로는 정성이생(正性離生, 즉 견도위)에 들 수 없다. 성자는 무상(無想, 즉 무상과)을 참된 해탈이나 참된 출리로 여기지 않기 때문에 무상정을 수행하지 않는다. 성자는 무상정을 마치 깊은 구덩이[深坑]와 같다고 보아 거기에 들어가는 것을 즐기지 않는다.

### (6) 멸진정(滅盡定)
멸진정(滅盡定)은 무상정과 마찬가지로 능히 심 · 심소로 하여금 소멸되게 하는 선정이다.
무상정의 경우 해탈을 구하기 위하여 출리상을 작의[出離想作意]하는 것을 '바라는 결과를 획득하는 최우선의 방편으로 삼아 행하지[為先]'만, 멸진정은 정주(靜住: 마음이 산란을 떠나 고요히 머무는 것)를 구하기 위하여 지식상을 작의[止息想作意]하는 것을 '바라는 결과를 획득하는 최우선의 방편으로 삼아 행한다[為先]'.
무상정이 색계의 제4정려에 존재하는 것이라면, 멸진정은 오로지 유정(有頂) 즉 바로 비상비비상처(非想非非想處)에만 존재한다.
무상정은 이생(즉 범부)이나 외도가 닦는 선정이고, 멸진정은 성자가 닦는 선정이다. 무상정의 이숙과는 색계 제4선 광과천으로, 여기서는 소의신을 갖기 때문에 무상(無想)에 들더라도 존재가 소멸된다는 두려움이 없으므로 이생(즉 범부)도 획득할 수 있지만, 멸진정은 그 이숙과가 무색계의 유정천 즉 비상비비상천이기 때문에 무상에 들게 되면 존재가 소멸된다는 두려움을 느끼게 되기 때문에 이생(즉 범부)은 결코 획득할 수 없다. 그리고 유정천의 견소단의 혹(惑)을 끊지 못한 자는 멸진정을 일으킬 수 없는데, 유정천의 견혹은 유루지로써는 끊을 수 없고 오로지 무루지로써만 끊을 수 있기 때문에 멸진정은 오로지 성도(聖道)의 힘에 의해 일어나는 것이라고 말한다.

### (7) 명(命)
명(命)은 명근(命根)이라고도 하며, 3계의 목숨을 말한다. 즉, 명(命) 또는 명근(命根)이란 능히 체온[煖]과 의식[識]을 유지하게 하여 유정으로 하여금 상속하게 하고 지속하게 하는 원인[因]이 되는 어떤 개별적인 법이다.

### (8) 생(生)
생(生)은 온갖 유위법으로 하여금 능히 일어나게[起] 하는 성질을 말한다.

### (9) 주(住)
주(住)는 온갖 유위법으로 하여금 능히 안주하게[安] 하는 성질을 말한다.

### (10) 이(異)
이(異)는 온갖 유위법으로 하여금 능히 쇠퇴하게[衰] 하는 성질을 말한다.

### (11) 멸(滅)
멸(滅)은 온갖 유위법으로 하여금 능히 허물어지게[壞] 하는 성질을 말한다.

### (12) 명신(名身)
명신(名身)은 말의 의미를 드러나게 하는 힘으로서의 불상응행 중 하나로, 색(물질) · 성(소리) · 향(냄새) · 미(맛) 등과 같은 상(想, saṃjñā: 명사적 개념적 단어)를 말한다.

### (13) 구신(句身)
구신(句身)은 말의 의미를 드러나게 하는 힘으로서의 불상응행 중 하나로, 뜻을 드러내는 '제행은 무상하다'와 같은 문장을 말한다.

### (14) 문신(文身)
문신(文身)은 말의 의미를 드러나게 하는 힘으로서의 불상응행 중 하나로, 예를 들어 산스크리트어의 a · i · ka · kha와 같은 음소[字, aksara]를 말한다.

## 같이 보기
- 심불상응행법
- 부파불교의 설일체유부
  - 심불상응행법 (아비달마품류족론)
  - 심불상응행법 (아비달마구사론)
  - 심불상응행법 (아비달마순정리론)
- 대승불교의 유식유가행파
  - 심불상응행법 (유가사지론)
  - 심불상응행법 (현양성교론)
  - 심불상응행법 (대승아비달마집론·잡집론)
  - 심불상응행법 (대승오온론·광오온론)
  - 심불상응행법 (대승백법명문론)
  - 심불상응행법 (성유식론)

## 참고 문헌
- 곽철환 (2003). 《시공 불교사전》. 시공사 / 네이버 지식백과. |title=에 외부 링크가 있음 (도움말)
- 권오민 (1991). 《경량부철학의 비판적 체계 연구》. 동국대학원 철학박사 학위논문.
- 세친 지음, 현장 한역, 권오민 번역 (K.955, T.1558). 《아비달마구사론》. 한글대장경 검색시스템 - 전자불전연구소 / 동국역경원. K.955(27-453), T.1558(29-1). |title=에 외부 링크가 있음 (도움말)
- 운허.  동국역경원 편집, 편집. 《불교 사전》. |title=에 외부 링크가 있음 (도움말)
- (중국어) 星雲. 《佛光大辭典(불광대사전)》 3판. |title=에 외부 링크가 있음 (도움말)
- (중국어) 세친 조, 현장 한역 (T.1558). 《아비달마구사론(阿毘達磨俱舍論)》. 대정신수대장경. T29, No. 1558, CBETA. |title=에 외부 링크가 있음 (도움말)